# HD 144844
HD 144844，又名CD-2312731，SAO 184164、HR 6003，是一颗恒星，视星等为5.88，位于銀經350.73，銀緯20.37，其B1900.0坐标为赤經16h 2m 45.2s，赤緯-23° 20.37′ 7″。